# Lifan X80
Lifan X80 — среднеразмерный кроссовер, выпускавшийся с 2017 по 2020 год китайской компанией Lifan.

## Описание
Lifan X80 дебютировал в ноябре 2016 года на автосалоне в Гуанчжоу. Производство автомобиля началось 28 марта 2017 года.

## Технические характеристики
Lifan X80 оснащался двухлитровым двигателем мощностью 135 кВт (184 л. с.), который сочетался в паре с шестиступенчатой механической или же шестиступенчатой автоматической трансмиссией. Привод передний.
|                            | 2.0T                       |
| Годы производства          | 03.2017—06.2020            |
| Тип                        | Бензиновый двигатель (R4)  |
| Объём                      | 1984 см³                   |
| Степень сжатия             | 10,0:1                     |
| Мощность при об/мин        | 135 кВт (184 л. с.) / 5000 |
| Крутящий момент при об/мин | 280 Н⋅м / 1600—3600        |
| Привод                     | Передний                   |
| Трансмиссия                | 6-скор. МКПП               |
| Трансмиссия (опционально)  | 6-скор. АКПП               |
| Максимальная скорость      | 200 км/ч                   |
| Разгон до 100 км/ч         | 12,6 сек.                  |
| Расход топлива (л/100 км)  | 8,6 л                      |
| Объём бака                 | 72 л                       |